# Васкулитис мрежњаче
Васкулитис мрежњаче или ретинални васкулитис  запаљење је васкуларних грана ретиналне артерије, узроковано или примарним процесом очне болести, или као специфична презентација било ког системског облика васкулитиса. 
Познавање симптоматологије и патогенезе васкулитиса мрежњаче има велики значај за правилну дијагнозу и терапију болести.

## Дефиниције
Васкулитис је клинички, патолошки процес који карактеришу запаљење и некроза крвних судова који се могу појавити у било ком делу тела.
Васкулитис мрежњаче или ретинални васкулитис  користи  се као дескриптивни термин да би се објаснио конгломерат типичних клиничких манифестација укључујући периваскуларни омотач или манжетне, васкуларног крварења и/или оклузије (зачепљења).  Може бити повезано са знацима  исхемије мрежњаче, укључујући мрље попут вате и интраретијално крварење.
Захваћеност вена мрежњаче због упале назива се флебитис, док се захваћеност артериола ретине назива артериолитис.

## Историја
Концепт упале крвних судова мређњаче увео је Џон Хантер 1784. године, у извештају Запажања о инфламацији унутрашњих омотача вена. Од тада су постојале различите епидемиолошке, сликовне и клиничко-патолошке студије како би се побољшало разумевање овог стања.
Пошто је запаљење зида крвног суда  мрежњаче клинички видљиво, у литератури се појавило велико интересовање за проучавање ове болести. У почетку се сматрало да је васкулитис мрежњаче продужетак системске болести.  Међутим, постоје велике разлике између ова два ентитета, због јединствене микроструктуре крвих судова мрежњаче. На пример, за разлику од системског васкулитиса, васкулитис мрежњаче није повезан са васкуларном некрозом.

## Епидемиологија
Васкулитис мрежњаче може бити повезан са различитим клиничким стањима. Обично се васкулитис мрежњаче јавља као део очне или системске болести. Ретко, може бити изоловано, идиопатско стање, названо идиопатским васкулитисом мрежњаче. Такође се може појавити као почетна манифестација основног поремећаја. Изоловани васкулитис мрежњаче се примећује у приближно 3% случајева са дијагнозом увеитиса.  Годишња инциденција васкулитиса мрежњаче је 1-2 на 10.000.  У једној серији, приближно 55% пацијената са ретиналним васкулитисом је имало удружену системску инфламаторну болест. У другој већој серији која укључује више од 1300 пацијената, васкулитис мрежњаче је примећен код приближно 15% пацијената са увеитисом. У овој серији, системски васкулитис је био повезан са васкулитисом мрежњаче у само 1,4% случајева. 
Васкулитис мрежњаче може бити чешћи код особа млађих од 40 година, са благом превагом код жена.  Просечна старост дијагнозе ретиналног васкулитиса је 34 године без икаквих полних разлика.  Овај поремећај је обично билатерални и представља опасност за вид. Чак једна трећина пацијената може да пати од озбиљног губитка вида (<20/200) као последица васкулитиса мрежњаче и његових компликација. 

## Етиологија
Васкулитис мрежњаче је инфламаторна болест крвних судова мрежњаче која може бити повезана са примарним очним стањима или са инфламаторним или инфективним обољењима у другим деловима тела (системске болести). Најчешћа системска обољења повезана са васкулитисом мрежњаче су: Бехчетова болест, саркоидоза, мултипла склероза или било који облик системског некротизирајућег васкулитиса као што је  темпорални артеритис, нодозни полиартеритис и грануломатоза са полиангиитисом, или због лупуса еритематозуса, или реуматоидног артритиса. Елесова болест, парс планитис, птичја ретинохороидопатија (аутоимуни билатерални задњи увеитис) и Фуксов хетерохромни иридоциклитис (ФХИ) такође могу изазвати васкулитис мрежњаче. Инфективни патогени као што су бацил туберкулозе, висцерална ларва мигранс такође могу изазвати васкулитис мрежњаче.
Васкулитис може бити изазван лековима,  као што је то случај код васкулитиса изазваног метамфетамином.

## Класификација
Системски васкултис је класификован на Међународној Консензусној конференцији Чапел Хил 2012. о номенклатури васкулитиса.  
Васкулитис мрежњаче се може поделити на две категорије:
1. Према претежно захваћеним крвним судовима
- Болест артерија - акутна некроза мређњаче (АРН), идиопатски васкулитис мрежњаче, анеуризма и неуроретинитис (ИРВАН) , системски еритематозни лупус (СЛЕ) , нодоза полиартеритиса (ПАН), сифилис, прогресивна некроза спољашње ретине (ПОРН) и Цхурсс-ме
- Веин-Еалесова болест, средњи увеитис, саркоидоза, мултипла склероза , туберкулоза, Бирдсхот хориоретинитис, ХИВ паравирусни синдром.
- Болест артерија и вена - ангиитис смрзнутих грана, токсоплазмоза , релапсирајући полихондритис, грануломатоза са полиангиитисом (раније Вегенерова болест), Кронова болест.

2. Захватачености периферних крвних судова или крвних судова око задњег пола.

## Фазе
Васкулитис мрежњаче је класично подељен на:
| Фаза                    | Карактеристике |
| ----------------------- | --- |
| Стадијум инфламације    | Означава активну упалу и клинички се означава периваскуларним сегментним беличастим инфилтратима са нејасним границама (манжетне), едемом мрежњаче, крварењима у мрежњачи, цистоидним макуларним едемом, у неким случајевима снежним грудвицама у стакластом телу, инфламацијом васкуларне блокаде вене можда нису у подручју активног васкулитиса које можда не одговара артериовенском споју). Активни хороидитис, ретинитис (нпр цитомегаловирусни ретинитис), средњи увеитис и предњи увеитис (панувеитис) се такође може видети. Очне болести или системске болести које узрокују васкултис мрежњаче треба лечити према протоколу. Инфективне узроке треба искључити и по потреби лечити. |
| Стадијум исхемије       | Клинички се карактерише склерозом крвних судова и вијугавим колатералима. Могу се видети зарасле параваскуларне пигментне хороидитске мрље. Флуоресцеински ангиограм показује неперфузију капилара ретине (ЦНП) иако се неоваскуларизација не види. Већина офталмолога ће пратити такве случајеве. Колатерале не треба ласерирати јер то може означити одговор зарастања на реваскуларизацију подручја које је претрпело исхемију услед инфламаторне оклузије венске ретине. |
| Фаза неоваскуларизације | Ова фаза се најчешће манифестује крварењем у стакласто тело. |
| Стадијум компликација   | Компликације су неизлежавајуће крварење у стакласто тело, тракционо одвајање мрежњаче , комбиновано регматогено и тракционо одвајање ретине, епиретинална мембрана , неоваскуларни глауком , неоваскуларизација шаренице и др. |

## Патофизиологија
Упркос прецизној клиничкој визуализацији микроваскулатуре мрежњаче, тачан патофизиолошки механизам овог стања није јасан.  Да би се разумела патогенеза васкулитиса мрежњаче код људи, припремљени су експериментални животињски модели.  Манифестације васкуларног омотача и манжетне довеле су до уверења да васкулитис мрежњаче настаје услед реакције преосетљивости типа III.  Међутим, не постоји доказан људски или животињски модел који подржава ову хипотезу. Вероватнији је слом крвно-ретиналне баријере услед интраокуларног или системског запаљења, што резултuje клиничким карактеристикама ове болести. Због карактеристичне периваскуларне локације упале, термини као што су периваскулитис и перифлебитис су предложени за означавање основне патологије.
Студије показују присуство или фокалне, сегментне или дифузне ретиналне периваскуларне пролиферације лимфоплазмацитних инфилтрата у очима са ретиналним васкулитисом.  Код грануломатозних болести као што је саркоидоза, може постојати колекција бројних епителоидних ћелија. У очима са средњим увеитисом и васкулитисом  мрежњаче који је секундарно настао лимфому, хистопатолошке студије показују присуство лимфоцитне манжетне са захваћеношћу ретиналних вена.  Карактеризација лимфоцитних ћелија у периваскуларном региону открива доминацију ЦД4+ Т ћелија у поређењу са ЦД8+ Т ћелијама или Б лимфоцитима. Постоји појачана регулација различитих инфламаторних ћелијских маркера укључујући интегрине и молекуле ћелијске адхезије.  Повећана експресија молекула ћелијске адхезије дуж крвних судова мрежњаче и ћелија крвно-ретиналне баријере може играти важну улогу у регрутовању инфламаторних ћелија. Серуми пацијената са ретиналним васкулитисом показују повећање нивоа интерферона типа 1, углавном интерферона-β. Остали молекули који су регулисани навише укључују Е-селектин и с-интрацелуларне адхезионе молекуле.
Иако постоји велика патолошка разноликост етиологија васкулитиса мрежњаче, манифестације инфламаторних промена у многоме личе. Код пацијената са инфективним васкулитисом мрежњаче, култура живих организама као што су микобактерије може бити могућа из различитих системских жаришта.  Инфективни организми могу укључити васкулатуру мрежњаче различитим механизмима, осим директне повреде васкуларног ендотела. Они могу довести до ослобађања токсина и могу повећати регулацију молекула као што су протеини топлотног шока.  Молекуларна мимикрија може резултовати аберантном активацијом имунолошких путева што резултује патолошким манифестацијама.
У подскупини пацијената са васкулитисом мрежњаче, постоји оклузија протока крви кроз крвне судове мрежњаче. Патологија оклузивног васкулитиса мрежњаче може се разликовати од васкулитиса без доказа о облитерацији крвотока. Доступна литература сугерише да очи са оклузивним васкулитисом имају лошију прогнозу са већим бројем компликација као што су цистоидни макуларни едем (ЦМЕ), неоваскуларизација и формирање епиретиналне мембране. Случај оклузивног васкулитиса мрежњаче који је дијагностикован флуоресцеинском ангиографијом.

## Клинилка слика
Клиничка слика васкулитис мрежњаче манифестује се као:
- безболна, смањење оштрине вида (замагљен вид),
- плутајућа тела у видном пољу,
- скотоми (тамна тачка у видном пољау),
- смањена способност разликовања боја,
- метаморфопсија (изобличење слика као што су нпр линеарне слике).

## Дијагноза
Већина пацијената са изолованим васкулитисом мрежњаче нема придружену озбиљну системску болест. Међутим, важно је у потпуности проценити сваког пацијента. У том циљу узима се пажљива анамнеза и  обавља физички преглед праћен циљаним лабораторијским и радиолошким тестирањем. 
Прегледом мрежњаче обично се открива омотач (беличасто-жута манжетна материјала која окружује крвни суд) захваћене васкулатуре мрежњаче повезане са варијабилним витритисом (запаљење ћелија иза сочива у стакластом телу). Често се примећују сужавање крвних судова мрежњаче, крварење у задњем делу ока и раст нових крвних судова. Благи предњи увеитис се може видети код пацијената са васкулитисом мрежњаче. Упала хороида, када је присутна, може сугерисати дијагнозу саркоидозе или специфичног синдрома увеитиса као што је ретинохороидопатија птица или претпостављени синдром очне хистоплазмозе.
Већина евалуација укључује тестове крви, анализу урина, рендгенски снимак грудног коша и можда флуоресцеинску ангиографију, која често открива цурење из захваћених крвних судова мрежњаче и може даље показати подручја дискретне оклузије крвних судова мрежњаче, едем мрежњаче, неоваскуларизацију и захваћеност хороида.

## Терапија
Терапију одређују знаци и симптоми пацијента. Ако је упала блага, вид је добар и нема доказа флуоресцеинском ангиографијом за екстензивно захваћеност мрежњаче, онда се може индицирати прачење уз примену кортикостероидних капи за очи или периокуларних ињекција кортикостероида.
Системска терапија (орални или интравенски лекови) је индикована у тешким случајевима (када постоји губитак визуелне функције, доказ макуларног едема или раширено агресивно обољење мрежњаче). Када се постигне контрола болести, почиње постепено смањење дозе кортикостероида. 
Други агенси као што су азатиоприн, метотрексат и циклоспорин могу се користити код рефракторних пацијената или као агенси који штеде стероиде. Током терапије овим лековима мора се пажљиво пратити евентуална појава терапијских компликација.
Једнострани неинфективни васкулитис ретине који захвата задњи пол, изазива цистоидни макуларни едем или опадање вида лечи се периокуларним стероидима (постериорни субтенонски триамцинолон, ПСТ или интравитреалним триамцинолоном) након што се искључи глауком или стероидни одговор. Орални стероид такође остаје опција у случајевима када је периокуларни стероид контраиндикован. Улога системског или локалног стероида у периферном неинфективном васкулитису који не укључује макулу је контроверзна. Билатерални активни неинфективни васкулитис мрежњаче који укључује макулу може се лечити оралним стероидима (након искључивања инфекције) или секвенцијалним ПСТ.
Хируршка терапија
Хируршке терапије као што су ласерска фотокоагулација или витректомија генерално нису индиковане осим у лечењу упорне неоваскуларизације (раст нових крвних судова) или у случајевима компликација као што је крварења у стакластом телу или код глаукома.

## Прогноза
Прогноза за пацијенте са васкулитисом мрежњаче је променљива а тешко је и предвидети клинички ток за појединачног пацијента у време појаве болести.
Многи пацијенти могу бити подвргнути релативно бенигном току или ће имати зналајан одговор на системску имуносупресивну терапију уз очување вида и визуелне функције. 
Остали пацијенти који су отпорнији на терапију упркос употреби агресивног лечења имаће трајни губитак видне функције.